# Lasioglossum adiazetum
Lasioglossum adiazetum là một loài Hymenoptera trong họ Halictidae. Loài này được Walker mô tả khoa học năm 1997.